# Kyle MacLachlan

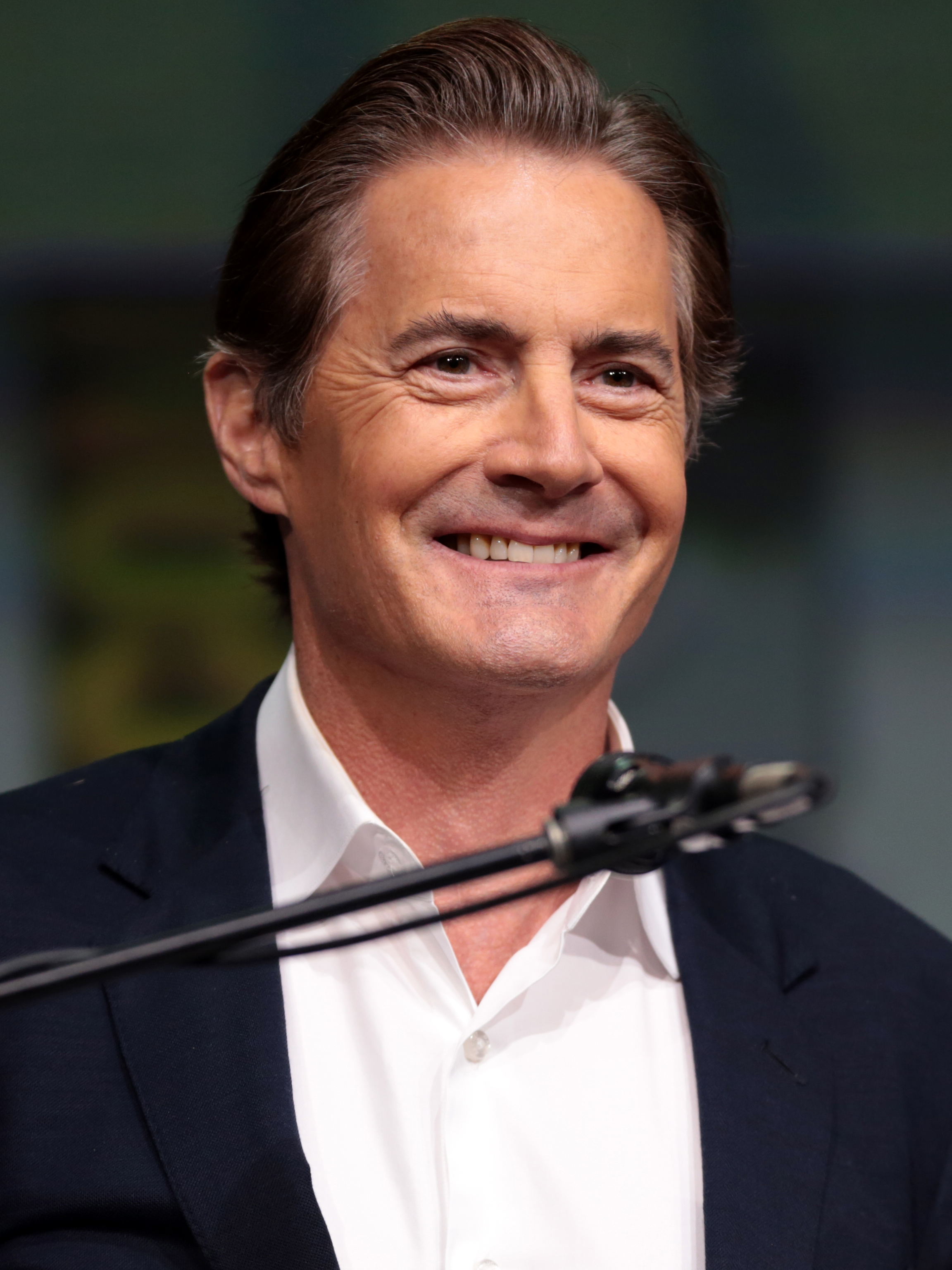
Kyle MacLachlan bei der Comic-Con in San Diego (2017)

Kyle Merritt MacLachlan (* 22. Februar 1959 in Yakima, Washington) ist ein US-amerikanischer Schauspieler. Bekannt wurde er durch seine Zusammenarbeit mit David Lynch, in dessen Fernsehserie Twin Peaks und Filmen Der Wüstenplanet und Blue Velvet er Hauptrollen hatte.

## Leben und Karriere
Kyle MacLachlan wurde als Sohn eines Börsenmaklers geboren und ist der älteste von drei Brüdern. 1977 beendete er die High School in seiner Heimatstadt Yakima. In Seattle studierte er an der University of Washington und schloss sein Drama-Studium 1982 mit einem Bachelor of Fine Arts ab.
MacLachlan arbeitete vor allem intensiv mit dem Regisseur David Lynch zusammen. So spielte er 1984 als Paul Atreides in Lynchs Adaption von Frank Herberts Roman Dune, was gleichzeitig MacLachlans Debüt darstellte, und kurz darauf als Jeffrey Beaumont im Film Blue Velvet (1986). Seinen endgültigen Durchbruch hatte er 1990 als FBI-Agent Dale Cooper in Lynchs preisgekrönter Fernsehserie Twin Peaks. Für seine darstellerische Leistung erhielt er im selben Jahr den Golden Globe Award sowie weitere Nominierungen, darunter 1990 und 1991 für einen Emmy. Für Lynch spielte er meistens den unschuldig wirkenden „Jungen von nebenan“, allerdings zugleich mit düsteren oder unsicheren Facetten. Der Autor Rich Cohen beschrieb MacLachlans Rollen als „Junge von nebenan, wenn dieser Junge ganz viel Zeit alleine im Keller verbringt“.

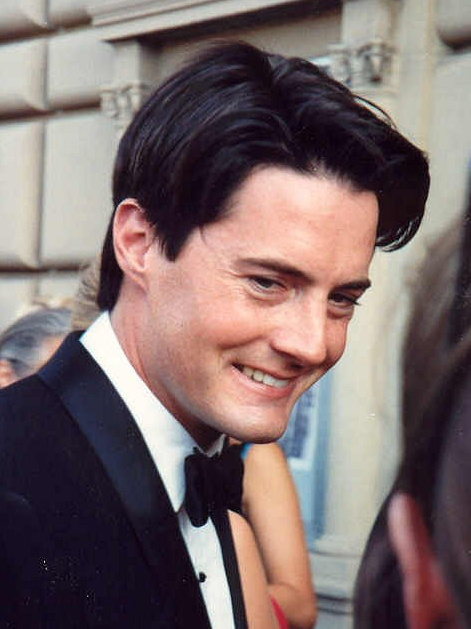
Kyle MacLachlan (1991)

1991 verkörperte MacLachlan den Musiker Ray Manzarek in Oliver Stones The Doors, einer Filmbiografie über die gleichnamige Rockband. 1993 spielte er die Hauptrolle des Josef K. in der britischen Literaturverfilmung Der Prozeß, welche auf dem Roman von Franz Kafka basiert. An seiner Seite agierten unter anderem Anthony Hopkins und Jason Robards. 1994 war er in dem Filmdrama Against the Wall (neben Samuel L. Jackson) erneut in der Hauptrolle zu sehen. Im selben Jahr trat er in der Filmkomödie Flintstones – Die Familie Feuerstein zudem in einer Nebenrolle als Gegenspieler von John Goodman und Rick Moranis auf. 1995 übernahm er in Paul Verhoevens Showgirls erneut die männliche Hauptrolle. Der Film wurde seinerzeit von der Kritik zwar stark zerrissen, hat mittlerweile jedoch den Status eines Kultfilmes inne. 2000 übernahm MacLachlan in einer modernisierten Fassung von William Shakespeares Hamlet die Rolle des Claudius.
Im 2001 erschienenen Computerspiel Grand Theft Auto III wirkte er als Synchronsprecher für die Figur Donald Love. Seit der Jahrtausendwende war MacLachlan zudem immer öfter in Fernsehproduktionen zu sehen und spielte in einer Reihe von erfolgreichen Fernsehserien mit: Besonders bekannt wurde er dabei vor allem durch die Rolle des Trey MacDougal in der Fernsehserie Sex and the City (2000–2002) sowie durch die Rolle des Orson Hodge, welche er ab dem Ende der zweiten Staffel (2006) bis zum Ende der sechsten Staffel (2010) in Desperate Housewives verkörperte. In späteren Staffeln kehrte er für Gastauftritte in diese Rolle zurück. 2006 hatte er in der kurzlebigen Crime-Serie In Justice eine der Hauptrollen inne, die Serie kam auf 13 Folgen. Zwischen 2010 und 2014 war er in sieben Folgen der Sitcom How I Met Your Mother als The Captain zu sehen. Seit 2011 wirkt MacLachlan wiederkehrend in der Fernsehserie Portlandia mit, in der er den Bürgermeister von Portland verkörpert. Von 2014 bis 2015 trat er in der zweiten Staffel von Marvel’s Agents of S.H.I.E.L.D. in der Rolle des wahnsinnigen Chirurgen Calvin Zabo auf.
2014 verkündeten David Lynch und Mark Frost eine Fortsetzung der Mysteryserie Twin Peaks, die am 21. Mai 2017 Premiere hatte. In dieser nahm MacLachlan seine Rolle als Dale Cooper wieder auf. 2017 spielte er in dem Fantasyfilm Das Haus der geheimnisvollen Uhren  (neben Jack Black und Cate Blanchett) die Rolle eines irren Hexenmeisters. Dies war MacLachlans erste Rolle in einem Kinofilm seit längerer Zeit, nachdem er zuvor jahrelang ausschließlich in Fernsehproduktionen mitgewirkt hatte. 2019 folgte eine Nebenrolle in Steven Soderberghs Sportler-Drama High Flying Bird, außerdem ist er in der Serie Carol's Second Act zu sehen.
MacLachlans Schaffen umfasst rund 70 Film- und Fernsehproduktionen.

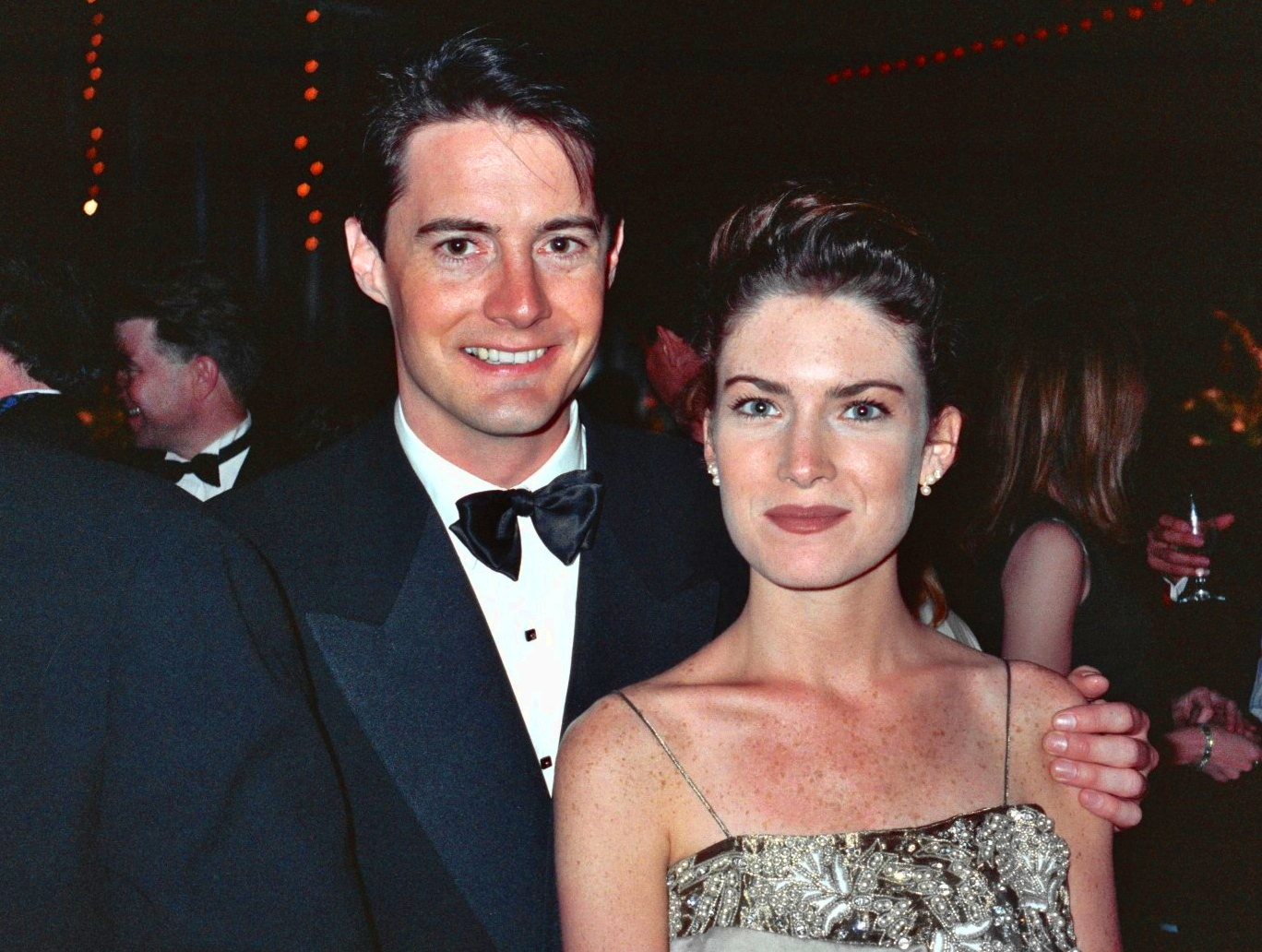
MacLachlan mit Lara Flynn Boyle (1990)

## Privates und Sonstiges
Von 1985 bis 1989 war MacLachlan in einer Beziehung mit Laura Dern, welche er bei den Dreharbeiten zu Blue Velvet kennengelernt hatte. Anschließend hatte er bis 1992 eine Beziehung mit Lara Flynn Boyle, seiner Serienkollegin aus Twin Peaks. Im Anschluss daran begann er eine Partnerschaft mit dem kanadischen Model Linda Evangelista, welche 1998 zerbrach. Am 20. April 2002 heiratete MacLachlan die Unternehmerin Desiree Gruber in Miami. Er lebt mit ihr und dem gemeinsamen Sohn (* 2008) abwechselnd in New York und Los Angeles.
MacLachlan, der eine besondere Vorliebe für Weine hat, ist Miteigentümer einer bekannten Weinhandelsgesellschaft aus Walla Walla in seiner alten Heimat Washington. Der Schauspieler, dessen Familie schottische und deutsche Wurzeln hat, behauptete zudem einmal in einem Interview, dass er (durch seine deutschstämmige Großmutter) ein direkter Nachfahre des Komponisten Johann Sebastian Bach sei. Dies erwies sich im Nachhinein jedoch als Scherz, da sich die Ahnenlinien seiner Großmutter (nachweislich) nicht auf eben jene Familie mit Namen Bach zurückführen lassen.
MacLachlan hatte zu keinem Zeitpunkt einen festen Sprecher für deutschsprachige Synchronisationen. Allerdings wurde er im Laufe der Zeit wiederholt von Torsten Sense, Torsten Michaelis, Pierre Peters-Arnolds und Bernd Vollbrecht synchronisiert.

## Filmografie (Auswahl)
- 1984: Der Wüstenplanet (Dune)
- 1986: Blue Velvet
- 1987: The Hidden – Das unsagbar Böse (The Hidden)
- 1990: Mit den besten Absichten (Don’t Tell Her It’s Me)
- 1990–1991, 2017: Twin Peaks (Fernsehserie, 48 Folgen)
- 1991: Geschichten aus der Gruft (Tales from the Crypt, Fernsehserie, Folge 3x02)
- 1991: The Doors
- 1992: Straßenkinder (Where the Day Takes You)
- 1992: Twin Peaks – Der Film (Twin Peaks: Fire Walk with Me)
- 1992: Auf der Suche nach dem Glück (Rich in Love)
- 1993: Der Prozeß (The Trial)
- 1994: Against the Wall (Fernsehfilm)
- 1994: Flintstones – Die Familie Feuerstein (The Flintstones)
- 1994: Visitors – Besucher aus einer anderen Welt (Roswell, Fernsehfilm)
- 1995: Showgirls
- 1996: Highway to Hell (Film)
- 1996: Das Windsor Protokoll – Verschollen in der Karibik Teil 1 (The Windsor Protocoll, Fernsehfilm)
- 1996: Der große Stromausfall – Eine Stadt im Ausnahmezustand (The Trigger Effect)
- 1996: Bullet Point (Mad Dog Time)
- 1997: One Night Stand
- 1998: Thunder Point – Verschollen in der Karibik Teil 2 (Thunder Point, Fernsehfilm)
- 1998: Route 9 (Fernsehfilm)
- 2000: Hamlet
- 2000: Timecode
- 2000: XChange
- 2000–2002: Sex and the City (Fernsehserie, 23 Folgen)
- 2001: Meine beste Freundin (Me Without You)
- 2001: Perfume
- 2002: Miranda
- 2003: Northfork
- 2004: Touch of Pink
- 2004: The Quest – Jagd nach dem Speer des Schicksals (The Librarian – Quest for the Spear, Fernsehfilm)
- 2004, 2011: Law & Order: Special Victims Unit (Fernsehserie, zwei Folgen, verschiedene Rollen)
- 2005: Mysterious Island – Die geheimnisvolle Insel (Mysterious Island, Fernsehfilm)
- 2006: In Justice (Fernsehserie, 13 Folgen)
- 2006–2012: Desperate Housewives (Fernsehserie, 96 Folgen)
- 2008: Eine für 4 – Unterwegs in Sachen Liebe (The Sisterhood of the Traveling Pants 2)
- 2009: Maos letzter Tänzer (Mao’s Last Dancer)
- 2009: Der Gestank des Erfolges (The Smell of Success)
- 2010–2014: How I Met Your Mother (Fernsehserie, 7 Folgen)
- 2011: Peace, Love, & Misunderstanding
- 2011–2018: Portlandia (Fernsehserie, 24 Folgen)
- 2012: Made in Jersey (Fernsehserie, acht Folgen)
- 2013: Breathe in – Eine unmögliche Liebe (Breathe In)
- 2013–2014: Good Wife (The Good Wife, Fernsehserie, 4 Folgen)
- 2014: Believe (Fernsehserie, 12 Folgen)
- 2014–2015: Marvel’s Agents of S.H.I.E.L.D. (Fernsehserie, 13 Folgen)
- 2015: Alles steht Kopf (Inside Out, Stimme von Rileys Vater)
- 2015: Rileys erstes Date? (Riley’s First Date?, Kurzfilm, Stimme von Rileys Vater)
- 2016: Willkommen in Gravity Falls (Gravity Falls, Fernsehserie, Folge 2x20, Stimme)
- 2018: Das Haus der geheimnisvollen Uhren (The House with a Clock in Its Walls)
- 2018: Giant Little Ones
- 2019: High Flying Bird
- 2019: The Staggering Girl (Kurzfilm)
- 2019–2020: Carol’s Second Act (Fernsehserie)
- 2020: Tesla
- 2020: Capone
- 2020: Atlantic Crossing (Fernsehserie)
- 2022: How I Met Your Father (Fernsehserie, 2 Folgen)
- 2022: Gib’s zu, Fletch (Confess, Fletch)
- 2023: Miranda’s Victim
- 2024: Fallout (Fernsehserie)
- 2024: Alles steht Kopf 2 (Inside Out 2, Stimme)
- 2024: Blink Twice
- 2025: Echo Valley